# 利光功
利光 功（としみつ いさお、1934年4月16日 - 2023年6月13日）は、日本の美学者。

## 人物・来歴
東京生まれ。1958年東京大学文学部美学美術史学科卒、同大学院美学専攻修士課程修了。東京大学助手、玉川大学助教授、教授、1998年東京工芸大学教授。2004-08年大分県立芸術文化短期大学学長を務めた。

## 著書
- 『バウハウス 歴史と理念』美術出版社〈美術選書〉, 1970、新装版1988／増訂版 マイブック・サービス, 2019
- 『美と芸術のプロムナード』玉川大学出版部, 1998
- 『美と芸術のフェイズ プラトンからコンセプチュアル・アートまで』勁草書房, 2003
- 『シラーの美学思想』マイブックサービス, 2022

### 共編著
- 『バウハウスとその周辺 バウハウス叢書 別巻』全2巻、宮島久雄・貞包博幸共編、中央公論美術出版, 1996-1999
「1 美術・デザイン・政治・教育」
「2 理念・音楽・映画・資料・年表」
- 『芸術文化政策 1』、徳丸吉彦共編著、放送大学教育振興会, 2002

### 翻訳
- リオネロ・ヴェントゥーリ『絵画鑑賞入門』石川公一共訳、みすず書房, 1965
- ギリアン・ネイラー『バウハウス　近代デザイン運動の軌跡』パルコ・ピクチャーバックス パルコ出版局, 1977 - 度々再版
- パウル・クレー『教育スケッチブック』 バウハウス叢書 中央公論美術出版, 1991、新装版2019 - 各・普及版
- オスカー・シュレンマー、L・モホリ=ナギ『バウハウスの舞台』ファルカス・モルナール編、バウハウス叢書 中央公論美術出版, 1991、新装版2020
- L.モホリ=ナギ『絵画・写真・映画』バウハウス叢書 中央公論美術出版, 1993、新装版2020
- ヴァルター・グロピウス『デッサウのバウハウス建築』バウハウス叢書 中央公論美術出版, 1995、新装版2020
- 『ヴァイマルの国立バウハウス 1919-1923』カルル・ニーデンドルフほか 編、中央公論美術出版, 2009

## 論文
- <利光功